# Regència de Tunis

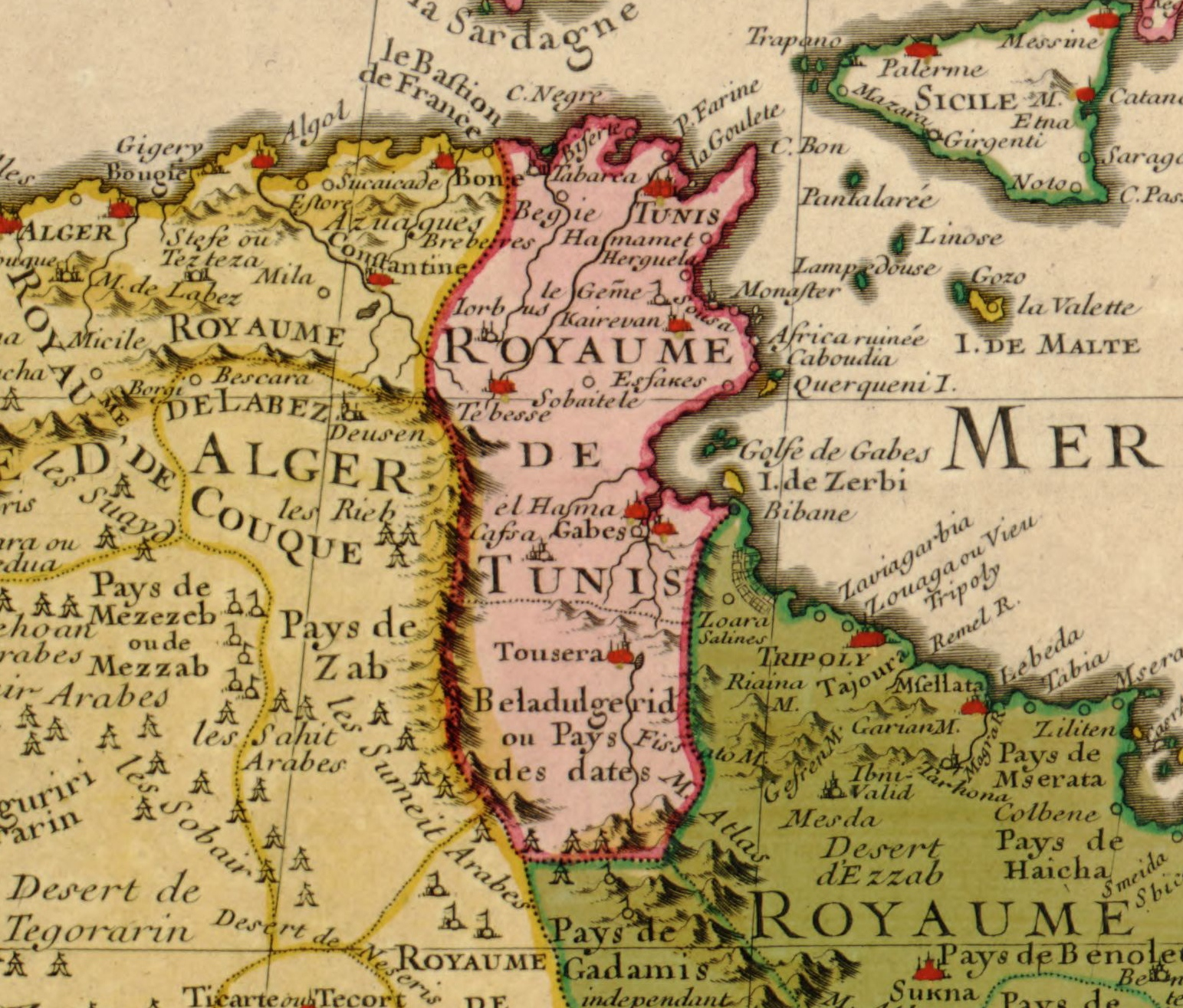
Regència de Tunis entre la d'Alger i la de Trípoli

La regència de Tunis fou una entitat estatal del nord d'Àfrica, sota sobirania de l'Imperi Otomà. Situada entre les regències d'Alger i de Tripoli, les seves fronteres corresponien, si fa no fa, a les de l'actual Tunísia. La regència va existir oficialment entre el 1574 i el 1881 data en què comença el protectorat francès de Tunisia. Tot i així, a partir del 1705, amb l'adveniment de la dinastia dels Husseinites, la regència es converteix de facto en un beilicat. La regència de Tunis va ser fundada sota els auspicis de l'Imperi Otomà com a conseqüència dels conflictes entre aquest i l'Espanya de Felip II.
Per governar la regència, els sultans otomans la varen confiar a un vassall. Tanmateix, a partir del 1705, sota el regnat de la dinastia beilical dels Husseinites, els beis de Tunis assoleixen una independència de facto, que els convertí en autèntics monarques del país fins a la instauració del protectorat francès. De fet, malgrat les seves victòries, els otomans mai no es varen implantar del tot al territori i la conquesta de l'interior de les terres no es va acabar de materialitzar fins als regnats d'Ali II Bey (1759-1782) i de Hammouda Pacha (1782-1814).
Un factor essencial per a l'economia de la Regència era el cors.
Entre els primers exploradors europeus al país trobem, al segle xvii, el captiu Thomas d'Arcos, i els metges Giovanni Pagni i Giannantonio Corazza.